# Монтрё-Вьё
Монтрё-Вьё (фр. Montreux-Vieux) — коммуна на северо-востоке Франции в регионе Гранд-Эст (бывший Эльзас — Шампань — Арденны — Лотарингия), департамент Верхний Рейн, округ Альткирш, кантон Мазво. До марта 2015 года коммуна административно входила в состав упразднённого кантона Данмари (округ Альткирш).
Площадь коммуны — 4,14 км², население — 844 человека (2006) с тенденцией к росту: 888 человек (2012), плотность населения — 214,5 чел/км².

## Население
Численность населения коммуны в 2011 году составляла 890 человек, а в 2012 году — 888 человек.
| 1962 | 1968 | 1975 | 1982 | 1990 | 1999 | 2004 | 2006 | 2008 | 2011 | 2012 |
| ---- | ---- | ---- | ---- | ---- | ---- | ---- | ---- | ---- | ---- | ---- |
| 917  | 967  | 1010 | 969  | 905  | 769  | 837  | 844  | 859  | 890  | 888  |

Динамика населения:

## Экономика
В 2010 году из 550 человек трудоспособного возраста (от 15 до 64 лет) 401 были экономически активными, 149 — неактивными (показатель активности 72,9 %, в 1999 году — 65,8 %). Из 401 активных трудоспособных жителей работали 362 человека (212 мужчин и 150 женщин), 39 числились безработными (19 мужчин и 20 женщин). Среди 149 трудоспособных неактивных граждан 43 были учениками либо студентами, 56 — пенсионерами, а ещё 50 — были неактивны в силу других причин.
На протяжении 2011 года в коммуне числилось 368 облагаемых налогом домохозяйств, в которых проживало 886,5 человек. При этом медиана доходов составила 18580 евро на одного налогоплательщика.

## Достопримечательности (фотогалерея)

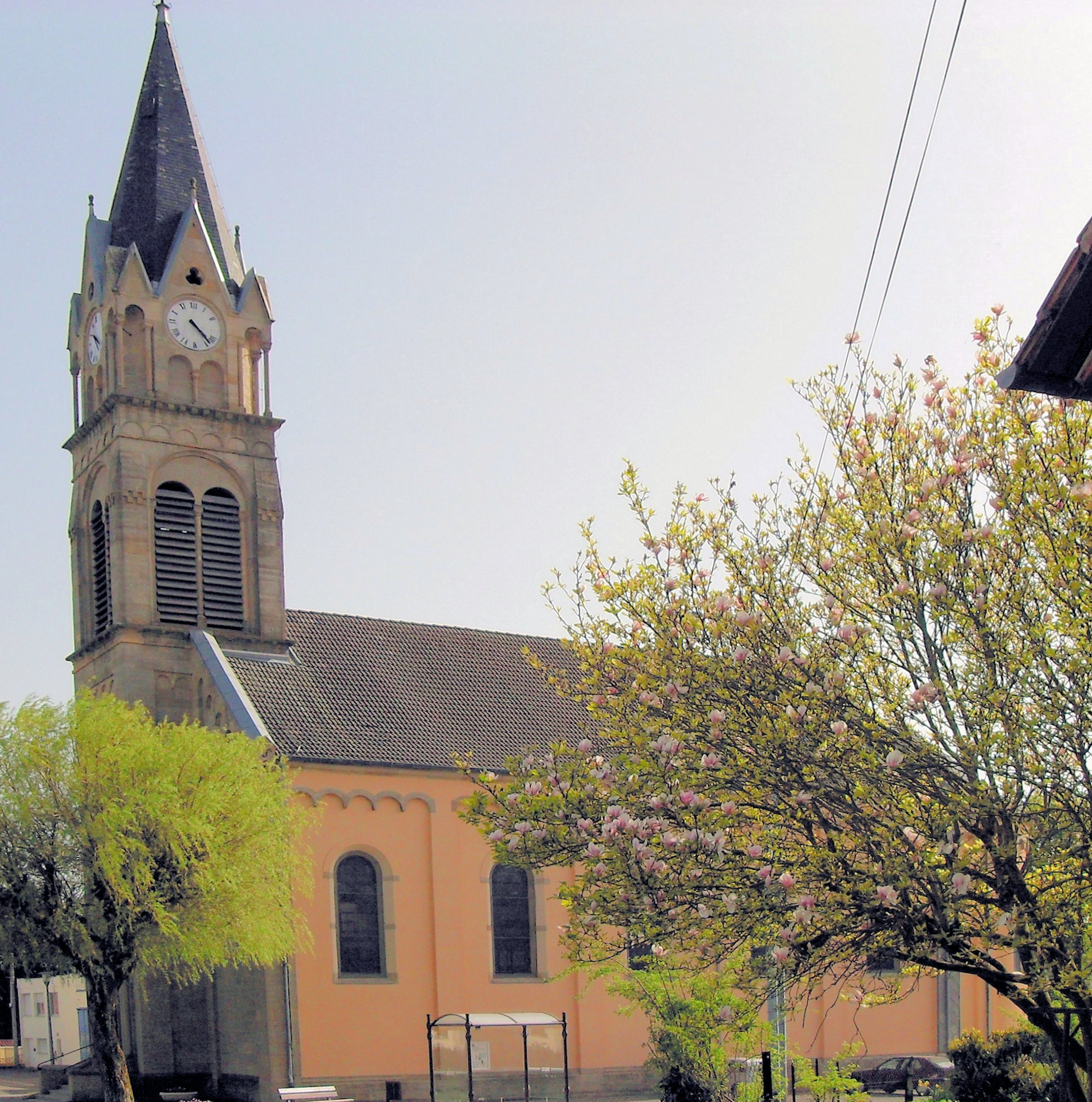
Церковь
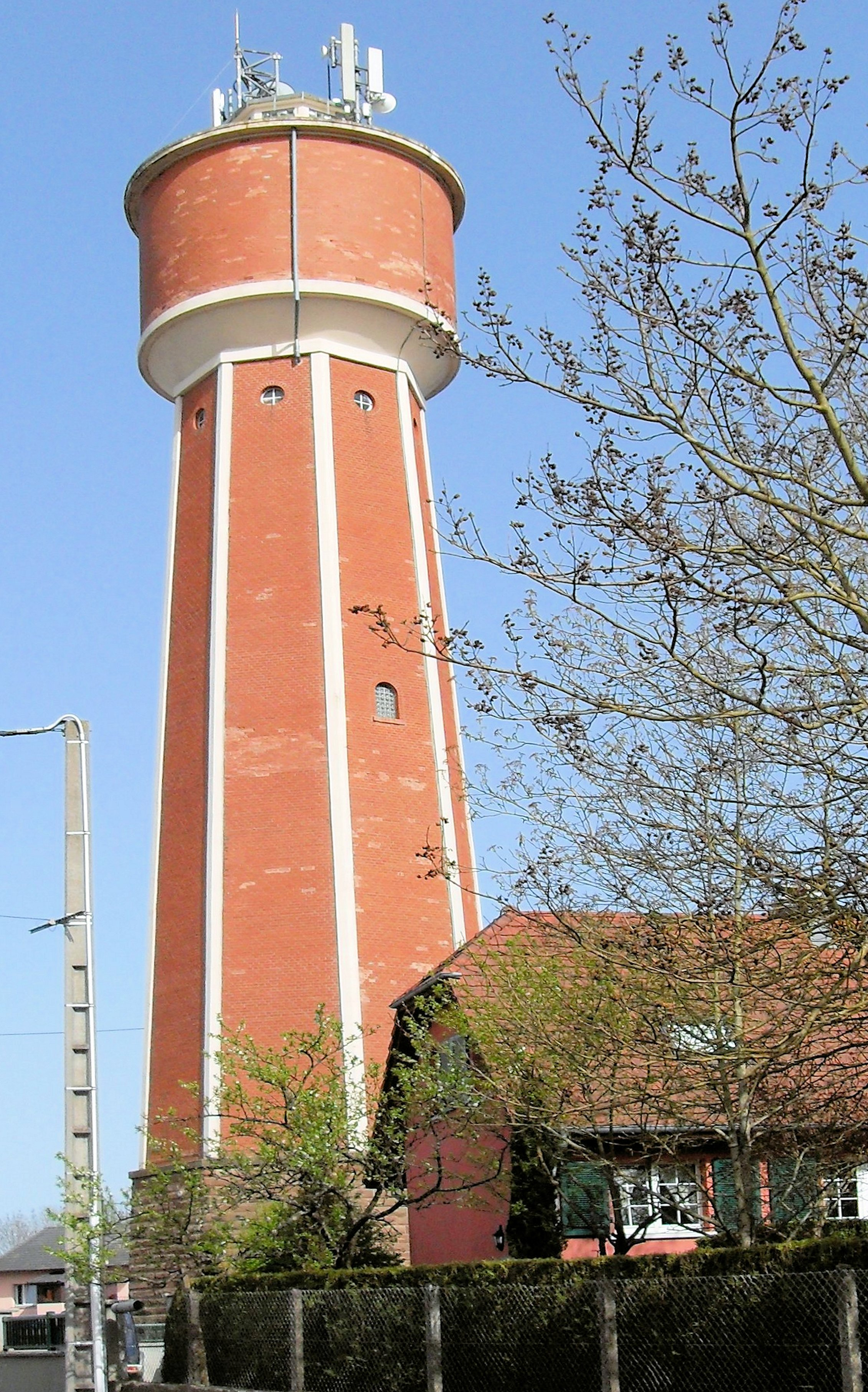
Водонапорная башня